# Cosmonautes fantômes
Les cosmonautes fantômes ou cosmonautes perdus est le nom donné à une théorie du complot selon laquelle des cosmonautes auraient effectué ou tenté d’effectuer un voyage spatial, y compris avant le vol historique de Youri Gagarine en 1961. Dans une version courante de cette rumeur, ces vols se seraient terminés tragiquement et pour le dissimuler, le régime soviétique aurait supprimé toute trace de ces missions. Allant jusqu'à faire disparaître l'existence même de ces individus, au point d'envoyer leurs famille et amis au goulag.
Cette rumeur exploite la réputation de l’Union soviétique comme régime politique peu transparent et propagandiste. L'œuvre Sputnik (1997) de l'artiste photographe Joan Fontcuberta reprend cette histoire pour une réflexion sur la réalité photographique, allant jusqu'à créer de fausses preuves d'un cosmonaute fantôme nommé Ivan Istochnikov. Au début du XXIe siècle, des chercheurs ont réfuté l'existence de tels cosmonautes fantômes à partir des archives soviétiques et des témoignages des survivants de l'époque.

## Contexte
Ces rumeurs sont liées au climat de secret dont s'entourait l'ensemble du programme spatial soviétique. Contrairement à la NASA, les autorités soviétiques avaient coutume d'annoncer les missions spatiales uniquement après la réussite de celles-ci. Les échecs étaient tus ou travestis. L'appellation « Kosmos » regroupait toutes les missions dont on ne souhaitait pas divulguer le détail. Les autorités soviétiques purent ainsi cacher puis nier l'existence du programme lunaire habité soviétique tout entier qui avait pourtant mobilisé des milliers de personnes. Les détails du vol de Gagarine ne furent pas dévoilés. La base de lancement de Baïkonour, particulièrement isolée, ainsi que sa localisation étaient tenues secrètes (quitte à fournir des coordonnées géographiques fausses à la Fédération aéronautique internationale). Les satellites de reconnaissance américains permirent toutefois de la localiser et d'obtenir certaines informations sur le contenu et le déroulement des missions : c'est ainsi que fut découverte l'existence de la fusée lunaire géante soviétique N‑1. Mais beaucoup de choses échappaient même aux moyens de détection sophistiqués des États-Unis.

## Incidents supposés

### Théories d'Hermann Oberth
En 1959, Hermann Oberth a déclaré croire que des cosmonautes avait été tués lors d'un exercice sur le Cosmodrome de Kapoustine Iar, mais n'a jamais donné de preuves de ces avancées.

### 15 mai 1960
Robert Heinlein écrivit en 1960 que le 15 mai 1960, alors qu’il voyageait en Union soviétique, des cadets de l'Armée rouge lui racontèrent que l'Union soviétique venait aujourd’hui de satelliser un vaisseau habité. Mais un peu plus tard le même jour, cette information était officiellement réfutée et, note l’écrivain, aucun numéro de la Pravda ne fut disponible ce jour, ni dans la ville où il se trouvait (Vilnius), ni dans les autres grandes villes du pays. Heinlein écrivit que ce jour-là, un vol orbital (Spoutnik 4, déclaré inhabité) fut tenté, mais qu’un mauvais allumage des rétrofusées avaient entraîné la perte de la capsule à son retour, empêchant tout secours.
Selon une biographie de Gagarine, ces rumeurs sont nées du fait que deux des missions Vostok précédant son vol historique étaient équipées de mannequins et d’un système permettant la retransmission, dans des buts de tests radio, d’une voix préenregistrée (ce même système de tests de transmission radio avait été utilisé lors des vols de capsules Zond vers la Lune, faisant un instant croire aux Américains que les Soviétiques avaient devancé Apollo 8 pour le premier vol orbital lunaire habité ; pour éviter toute confusion, les Soviétiques ont fini par diffuser des enregistrements des Chœurs de l'Armée rouge).

### 4 février 1961
La presse française et la presse italienne annoncèrent que Spoutnik 7, lancé le 4 février 1961, était une mission habitée, dont l’occupant était mort en orbite[réf. souhaitée]. En réalité, il s’agissait d’une sonde vénusienne restée en orbite après une défaillance.

### 7 avril 1961
Vladimir Iliouchine, fils du constructeur d’avion Sergueï Iliouchine, était un pilote supposé avoir été cosmonaute, et premier homme dans l’espace le 7 avril 1961, quelques jours avant la réussite officielle de Youri Gagarine. Selon cette théorie, la mission aurait été abrégée de plusieurs orbites par les contrôleurs de vol à la suite d'une défaillance du système d'alimentation en oxygène de la capsule, faisant perdre connaissance à son passager avant sa troisième révolution. La salle de contrôle aurait alors fait redescendre d'urgence le vaisseau au-dessus du territoire de la république populaire de Chine. Le pilote n'ayant pu, étant sans connaissance, s'éjecter de la capsule Rossiya après la rentrée dans l'atmosphère, il aurait été grièvement blessé à la colonne vertébrale lors du crash, et aurait été retenu près d’un an par les autorités chinoises, au titre d'« honorable invité », officiellement pour raison médicale, et plus officieusement pour espionnage. L’embarras qu’aurait provoqué l’annonce publique de la rétention d’un pilote soviétique par le puissant voisin chinois aurait été un motif suffisant pour taire la (demi-)réussite du vol, et rapidement cacher cette péripétie par le succès d’un nouveau tir, par lequel Youri Gagarine devint célèbre.
Dennis Ogden, correspondant de presse britannique du journal communiste The Daily Worker est l'auteur, le 10 avril 1961, de cette théorie. Bien qu'Iliouchine ait été sans doute le plus grand et le plus connu des pilotes d’essais soviétiques, aucune information officielle russe ne l’a jamais relié au programme spatial. Selon un transfuge soviétique, Leonid Vladimirov, ingénieur, qui eut des contacts personnels avec Iliouchine, celui-ci souffrit d’une grave blessure à la jambe lors d’un accident de voiture, le 5 juin 1960. Ainsi que Vladimirov le raconte en 1973 dans son livre Le grand bluff spatial russe, le pilote dut subir des soins durant plus d’un an à Moscou même, et fut envoyé suivre une rééducation à Hangzhou, en Chine, pour y bénéficier de la médecine orientale. 
Cette théorie connut un regain de crédibilité après avoir été confirmée — sans aucune nouvelle preuve — par Sergueï Khrouchtchev, fils de l’ancien dirigeant soviétique Nikita Khrouchtchev. Plusieurs documentaires l'ont prise pour thème après la déclassification des archives du Kremlin au public occidental lors de l'effondrement du rideau de fer[réf. souhaitée].

### Autres allégations
En mai 1961 (les dates divergent entre le 16 et le 23 mai), dans un enregistrement audio capté par les frères Achille et Giambatista Judica-Cordiglia, une cosmonaute, Ludmila, décrirait une forte chaleur et annonce qu'elle va tenter de rentrer. L'enregistrement est difficilement audible et est sujet à controverses.
Les cosmonautes suivants (réels ou imaginaires) ont été au cours des années présentés comme des victimes cachées du programme spatial soviétique, sans qu’aucun commencement de preuve n’ait toutefois jamais pu être apporté comme confirmation :
Présumés morts dans des vols sub-orbitaux
- Aleksei Ledovsky[6] (fin 1957)
- Serenti Shiborin[7] (février 1958)
- Andrei Mitkov[8] (janvier 1959)

Présumés morts au cours de vols orbitaux
- Ivan Kachur[9] (27 septembre 1960)
- Piotr Dolgov (11 octobre 1960 ou 1er novembre 1962)
- Alexis Graciov[10] (28 novembre 1960)
- Gennady Mikhailov[11] (février 1961)
- Ludmila[4] (23 mai 1961)
- Alexis Belokoniov[12] (15 mai 1962)
- Ivan Istochnikov[1] (25 octobre 1968), inventé en 1988 par l'artiste Joan Fontcuberta comme occupant fantôme du vaisseau Soyouz 2
- V. Zavadovsky[13]